# Isabelle Durant
Isabelle A.J. Durant (ur. 4 września 1954 w Brukseli) – belgijska francuskojęzyczna polityk, była wicepremier i minister, liderka partii Ecolo, posłanka do Parlamentu Europejskiego VII kadencji.

## Życiorys
Z zawodu jest dyplomowaną pielęgniarką. Ukończyła również studia w dziedzinie ekonomii politycznej i nauk społecznych na Université catholique de Louvain.
W latach 80. była jedną z założycielek partii Ecolo oraz jej sekretarzem federalnym w latach 1994–1999 oraz współprzewodniczącą od 2007 do 2009 (obok Jeana-Michela Javaux). W latach 1999–2003 sprawowała urząd wicepremiera oraz ministra mobilności i transportu w pierwszym rządzie Guya Verhofstadta. Podała się do dymisji tuż przed wyborami parlamentarnymi w 2003. W tym samym roku weszła w skład Senatu, w którym zasiadała przez sześć lat, do 2007 pełniąc funkcję przewodniczącej frakcji Ecolo. W 2006 wybrano ją do rady miejskiej Schaerbeek.
W wyborach w 2009 uzyskała mandat deputowanej do Parlamentu Europejskiego VII kadencji. W PE została wybrana na jego wiceprzewodniczącą, weszła też w skład Komisji Budżetu oraz grupy Zieloni – Wolny Sojusz Europejski. W 2014 została wybrana do parlamentu Regionu Stołecznego Brukseli.
W 2003 odznaczona Krzyżem Komandorskim Orderu Leopolda.